# الجمعية التاريخية الملكية
الجمعية التاريخية الملكية، هي جمعية علمية في المملكة المتحدة تأسست عام 1868، تعمل على تطوير الدراسات العلمية للتاريخ.

## الأصول
تأسست الجمعية التاريخية الملكية عام 1868 وحصلت على الامتياز الملكي في نفس العام. في البداية، عُرفت باسم "الجمعية التاريخية" فقط، وظلت تحمل هذا الاسم حتى عام 1872. وفي عام 1897، اندمجت مع (أو استوعبت) جمعية كامدن ‏، التي تأسست عام 1838. في نشأتها، ولفترة طويلة بعد ذلك، اتخذت الجمعية طابع نادي السادة ‏. ومع ذلك، في منتصف القرن العشرين وأواخره، اضطلعت الجمعية بدور أكثر نشاطًا في تمثيل مجال ومهنة التاريخ .

## الأنشطة الحالية
تُكرس الجمعية التاريخية الملكية جهودها لتعزيز البحث التاريخي على المستويين المحلي والعالمي، وذلك من خلال تمثيلها لمؤرخين من مختلف المجالات والتخصصات. وتتعلق أنشطتها في المقام الأول بالمناصرة وأبحاث السياسات والتدريب والنشر والمنح ودعم الأبحاث، خاصة للمؤرخين في بداية حياتهم المهنية، والجوائز والتقدير المهني. ويقدم برنامجًا متنوعًا من المحاضرات والمؤتمرات والندوات التي تستغرق يومًا واحدًا أو يومين وتغطي موضوعات تاريخية متنوعة. وينعقد في لندن ومن وقت لآخر في أماكن أخرى في جميع أنحاء المملكة المتحدة. منذ عام 1967 يقع مقرها في كلية لندن الجامعية.

## قائمة الرؤساء
وكان رؤساء الجمعية هم:
- 1871–1872: جورج غروت
- 1873–1878: جون رسل
- 1878–1891: Henry Bruce, 1st Baron Aberdare
- 1891–1899: السير Mountstuart Duff
- 1899–1901: السير Adolphus Ward
- 1901–1905: السير George Prothero
- 1905–1909: ويليام هنت
- 1909–1913: William Cunningham
- 1913–1917: السير تشارلز هاردينغ فيرث  [لغات أخرى]‏
- 1917–1921: السير تشارلز أومان
- 1921–1925: السير John Fortescue
- 1925–1929: توماس فريدريك توت  [لغات أخرى]‏
- 1929–1933: السير Richard Lodge
- 1933–1937: السير Frederick Powicke
- 1937–1945: السير فرانك ستنتون
- 1946–1949: Robert Seton-Watson
- 1949–1953: Theodore Plucknett
- 1953–1957: Hugh Hale Bellot
- 1957–1961: David Knowles
- 1961–1965: السير Goronwy Edwards
- 1965–1969: Robin Humphreys
- 1969–1973: السير Richard Southern
- 1973–1977: السير جيوفري إلتون
- 1977–1981: السير John Habakkuk
- 1981–1985: السير James Holt
- 1985–1989: Gerald Aylmer
- 1989–1993: Francis Thompson
- 1993–1997: السير Rees Davies
- 1997–2001: بي جاي مارشال
- 2001–2005: جانيت نيلسون
- 2005–2008: Martin Daunton
- 2009–2012: كولن جونز
- 2012–2016: Peter Mandler
- 2016–2020: Margot Finn
- 2020–قالب:Htxt: Emma Griffin

## روابط خارجية
- الموقع الرسمي